# Jerry Leiber och Mike Stoller
Sångtextförfattaren Jerome "Jerry" Leiber, född 25 april 1933 i Baltimore, Maryland, död 22 augusti 2011 i Los Angeles, Kalifornien, och kompositören Michael "Mike" Stoller, född 13 mars 1933 på Long Island, New York, var en amerikansk producent- och låtskrivarduo. Duon är mest känd för sina sånger inspelade av bland andra Elvis Presley, Ben E. King och The Coasters.

## Diskografi (i urval)
- 1952 – "Kansas City"
- 1953 – "Hound Dog"
- 1954 – "Love Me"
- 1955 – "Black Denim Trousers and Motorcycle Boots"
- 1956 – "Ruby Baby"
- 1957 – "Lucky Lips"
- 1957 – "Fools Fall in Love"
- 1957 – "Young Blood"
- 1957 – "Jailhouse Rock"
- 1957 – "Treat Me Nice"
- 1957 – "Santa Claus Is Back in Town"
- 1958 – "Don't"
- 1958 – "Yakety Yak"
- 1958 – "King Creole"
- 1958 – "Trouble"
- 1959 – "Charlie Brown"
- 1959 – "Poison Ivy"
- 1959 – "Love Potion No. 9"
- 1959 – "There Goes My Baby"
- 1960 – "Shoppin' for Clothes"
- 1961 – "Stand by Me"
- 1962 – "She's Not You"
- 1962 – "Some Other Guy"
- 1962 – "I Keep Forgettin'"
- 1962 – "Bossa Nova Baby"
- 1963 – "I (Who Have Nothing)"
- 1967 – "D. W. Washburn"
- 1968 – "Is That All There Is?"
- 1974 – "Pearl's a Singer"
- 1982 – "I Keep Forgettin' (Every Time You're Near)"